# Demonte

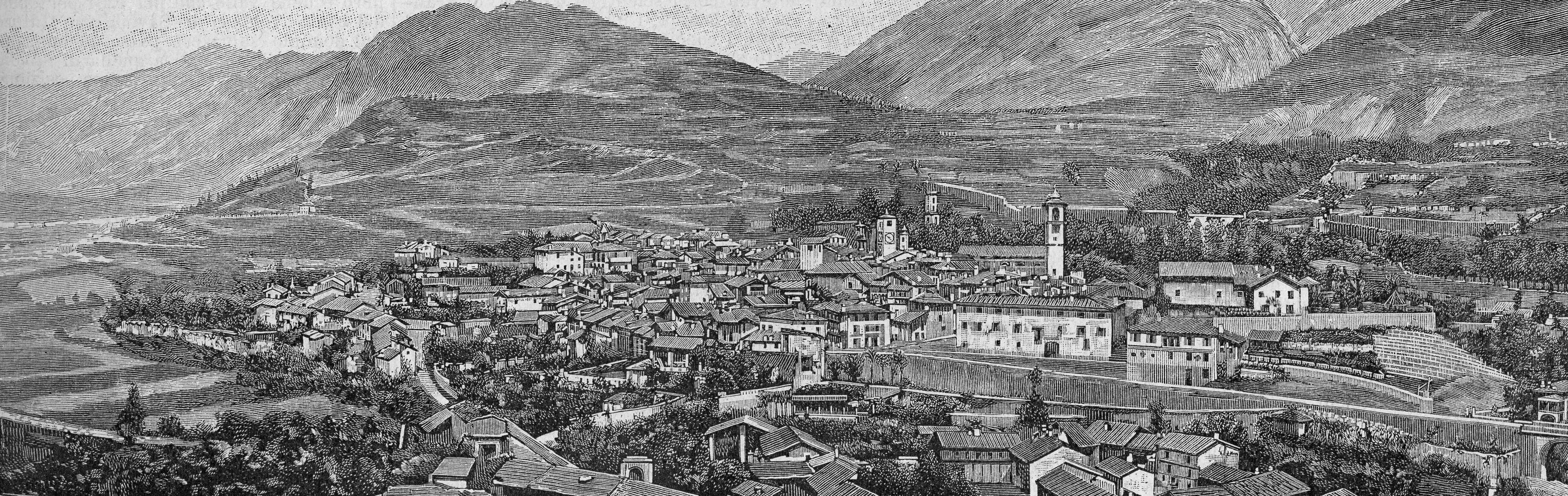
Panorama di Demonte in una xilografia di fine Ottocento.

Demonte (Demont in piemontese e in occitano) è un comune italiano di 1 885 abitanti della provincia di Cuneo in Piemonte.

## Geografia fisica
È situato in Valle Stura di Demonte ed è uno dei comuni occitani del Piemonte. Si trova non lontano dalla confluenza tra la Stura di Demonte e il Cant.

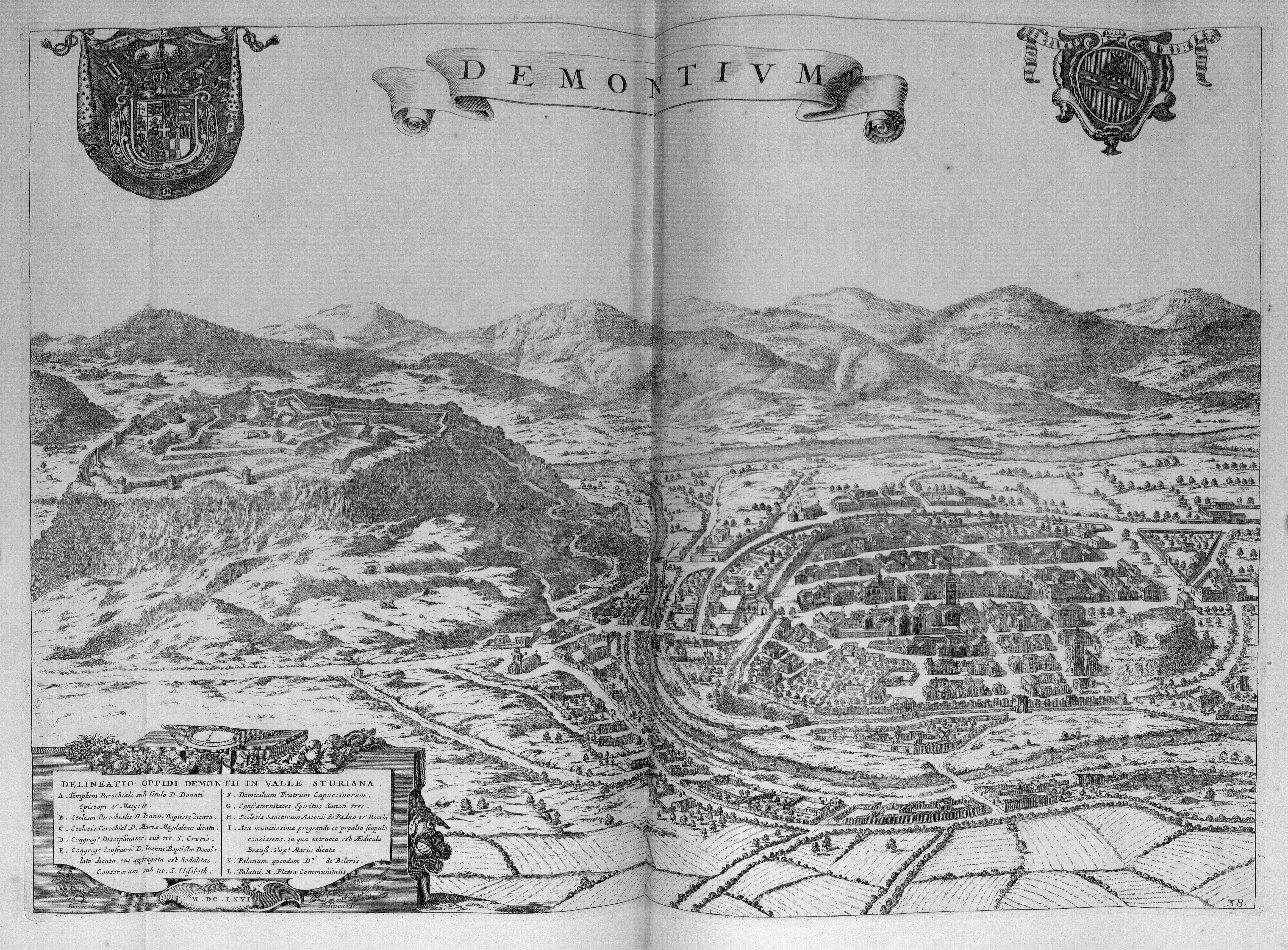
Immagine storica di Demonte. A sinistra il Forte della Consolata.

## Storia
Nel Settecento, fu fortificata da Alessandro Vittorio Papacino.
Venne costruito il Forte della Consolata, un complesso fortificato abbastanza grande situato sul Podio, una collina morenica vicino a Demonte. Il forte è stato poi distrutto da Napoleone.
Durante la seconda guerra mondiale, nel periodo dell'occupazione tedesca e della Repubblica Sociale Italiana, a Demonte trovarono rifugio i cinque componenti della famiglia ebrea ferrarese dei Tedeschi, fino al loro espatrio in Svizzera. Protagonista della loro salvezza, fu il partigiano Lorenzo Spada, che oltre a trovare loro ricovero in zona provvide all'organizzazione e alla copertura delle spese per la loro fuga, conclusasi felicemente la notte dell'8 febbraio 1944.
Ferito in un conflitto a fuoco Spada sarà arrestato e impiccato nella piazza di Demonte che oggi porta il suo nome. Per il suo impegno di solidarietà nei confronti degli ebrei perseguitati, il 4 novembre 1974, l'Istituto Yad Vashem di Gerusalemme ha conferito a Lorenzo Spada l'alta onorificenza dei giusti tra le nazioni.
Il 20 luglio 2000, il Parlamento Italiano ha istituito il 27 gennaio come Giorno della Memoria a ricordo delle vittime dell'Olocausto e in onore di coloro che (come Lorenzo Spada) a rischio della propria vita hanno protetto i perseguitati.

### Simboli
Lo stemma è stato riconosciuto con decreto del Capo del Governo del 21 novembre 1928.
Lo stemma storico si trova descritto nella Bibliografia storica degli Stati della monarchia di Savoia del 1893.
Il gonfalone, concesso con regio decreto del 24 agosto 1928, è un drappo di rosso al palo di bianco.

## Monumenti e luoghi d'interesse
- Chiesa parrocchiale di San Donato
- Parco e palazzo Borelli
- Rovine del Forte della Consolata
- Confraternita di San Giovanni Decollato

## Infrastrutture e trasporti

### Tranvie
Tra il 1914 e il 1948 il comune fu capolinea della tranvia Cuneo-Borgo San Dalmazzo-Demonte. Attualmente il paese è servito dalla linea 93 Cuneo-Vinadio, gestita da Bus Company.

## Amministrazione

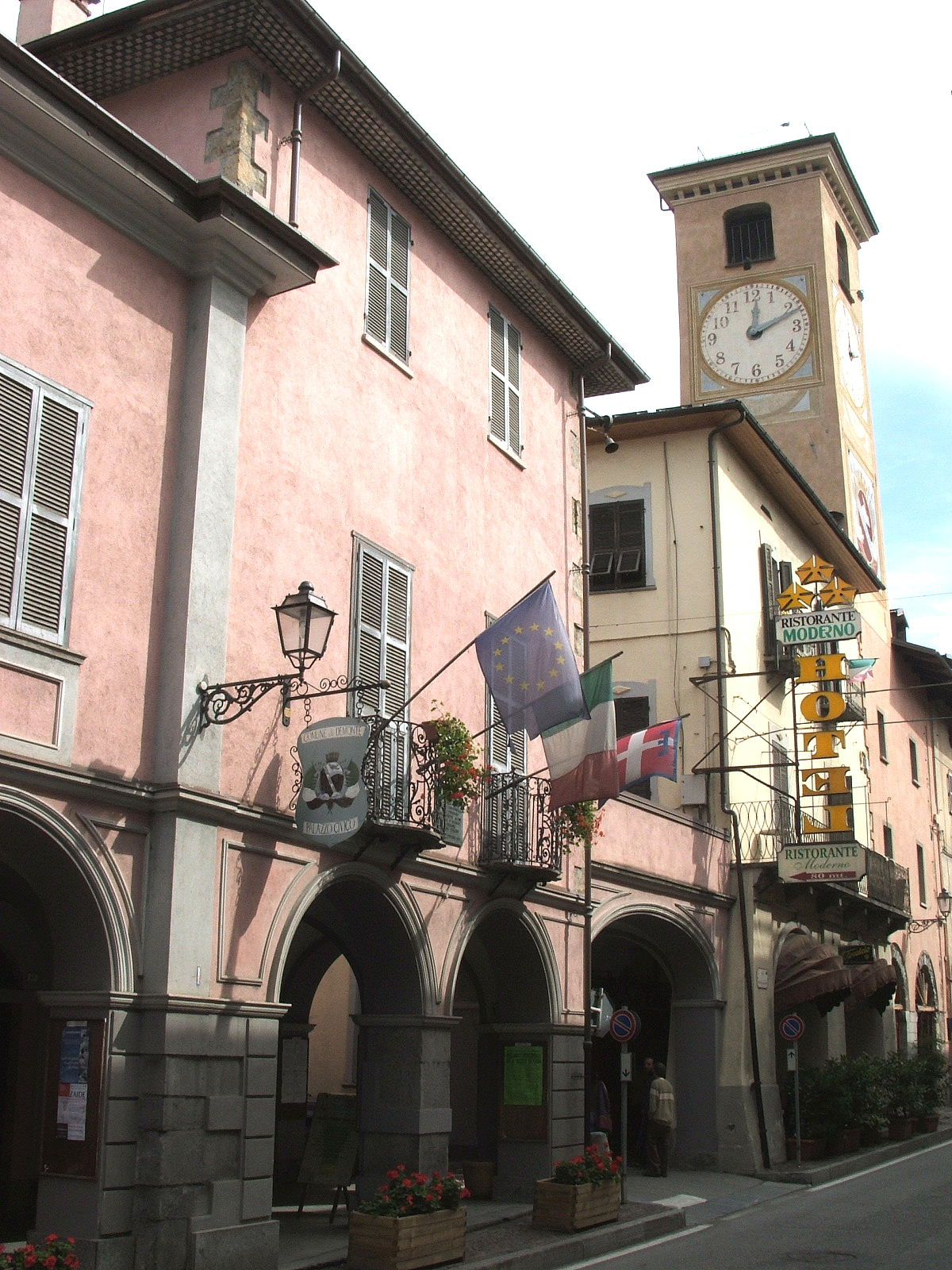
Demonte - Palazzo comunale

Di seguito è presentata una tabella relativa alle amministrazioni che si sono succedute in questo comune.
| Periodo         | Periodo         | Primo cittadino        | Partito                            | Carica                  | Note  |
| --------------- | --------------- | ---------------------- | ---------------------------------- | ----------------------- | ----- |
| 27 giugno 1988  | 7 giugno 1993   | Giuseppe Rinaudo       | lista civica                       | Sindaco                 | [ 8 ] |
| 7 giugno 1993   | 28 aprile 1997  | Mario Claudio Bertoldi | Partito Democratico della Sinistra | Sindaco                 | [ 8 ] |
| 28 aprile 1997  | 14 maggio 2001  | Mario Claudio Bertoldi | Partito Democratico della Sinistra | Sindaco                 | [ 8 ] |
| 14 maggio 2001  | 30 maggio 2006  | Gian Mario Bertarione  | -                                  | Sindaco                 | [ 8 ] |
| 30 maggio 2006  | 16 maggio 2011  | Mario Claudio Bertoldi | lista civica                       | Sindaco                 | [ 8 ] |
| 16 maggio 2011  | 6 giugno 2016   | Mario Claudio Bertoldi | lista civica Unione Demontese      | Sindaco                 | [ 8 ] |
| 6 giugno 2016   | 23 gennaio 2019 | Laura Porracchia       | lista civica Per Demonte           | Sindaco                 | [ 8 ] |
| 23 gennaio 2019 | 27 maggio 2019  | Claudia Bergia         |                                    | Commissario prefettizio | [ 8 ] |
| 27 maggio 2019  | 6 ottobre 2021  | Francesco Arata        | lista civica Progetto Demonte      | Sindaco                 | [ 8 ] |
| 6 ottobre 2021  | 13 giugno 2022  | Mario Ventino Borromeo | lista civica Progetto Demonte      | Vicesindaco             | [ 8 ] |
| 13 giugno 2022  | in carica       | Adriano Bernardi       | lista civica Vivere Demonte        | Sindaco                 | [ 8 ] |

### Altre informazioni amministrative
Il comune faceva parte della Comunità montana Valle Stura.

## Società

### Evoluzione demografica
Abitanti censiti

### Etnie e minoranze straniere
Secondo i dati Istat al 31 dicembre 2017, i cittadini stranieri residenti a Demonte sono 130, così suddivisi per nazionalità, elencando per le presenze più significative:
1. Romania, 40